# ناگوابو، پورتوریکو
ناگوابو (به انگلیسی: Naguabo) یک منطقهٔ مسکونی در ایالات متحده آمریکا است که در پورتوریکو واقع شده‌است.
 ناگوابو ۱۵۵٫۵۷ کیلومتر مربع مساحت و ۲۶٬۷۲۰ نفر جمعیت دارد.